# Georges de Feure

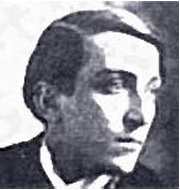
Georges de Feure (bevor 1910)

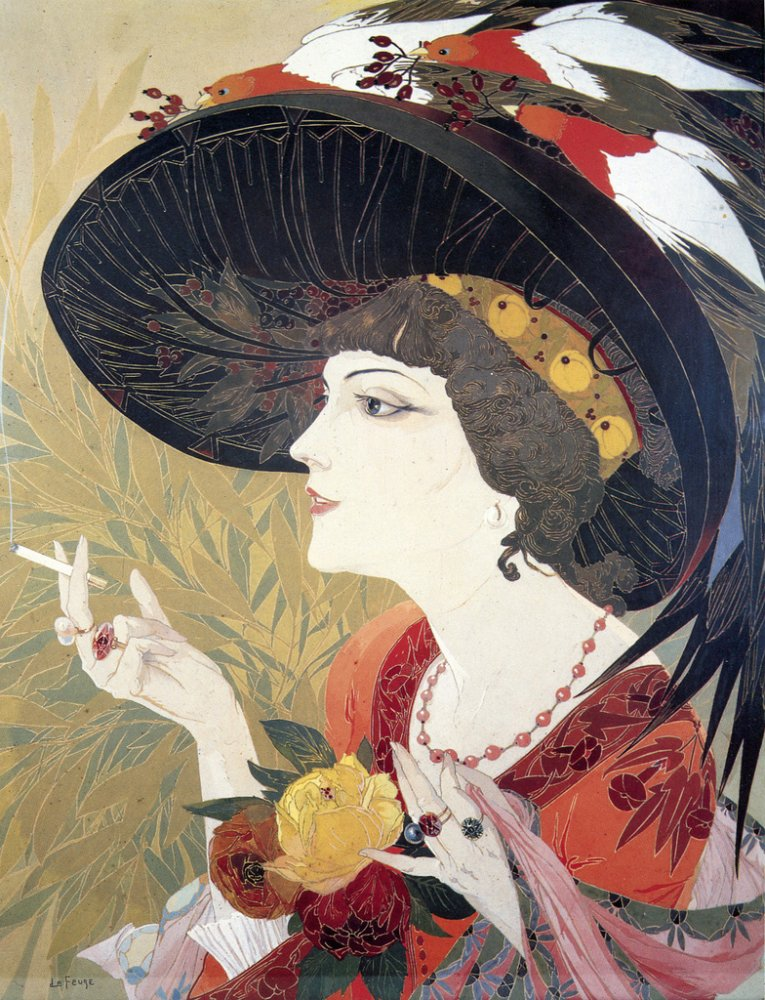
Die Raucherin

Georges de Feure (wirklicher Name Georges Joseph van Sluijters, * 6. September 1868 in Paris; † 26. November 1943 ebenda) war ein französischer Maler des Jugendstils, Bühnenbildner und Industriedesigner.
Georges de Feure begann sein Studium als einer der elf Studenten an der Rijksacademie voor Beeldende Kunsten in Amsterdam, brach aber bald das Studium ab und begab sich nach Paris. Er setzte das Studium nicht fort und blieb Autodidakt. Seine künstlerische Tätigkeit war von Jules Chéret und Siegfried Bing beeinflusst. Er zeigte seine Werke an der Weltausstellung Paris 1900.
Georges de Feure schuf Bühnenbilder und Plakate für das Kabinett Le Chat Noir. Er entwarf auch Möbel, lieferte Zeichnungen für die Presse.
Im August 1901 wurde de Feure mit der Ehrenlegion für seinen Beitrag zu den dekorativen Künsten ausgezeichnet.

## Privat
Sein Vater war ein niederländischer Architekt, seine Mutter war Belgierin. Georges de Feure hatte in den frühen 1890er Jahren mit seiner Geliebten Pauline Domec zwei Söhne, Jean Corneille und Pierre Louis, und mit seiner Ehefrau Marguerite Guibert nach 1897 eine Tochter. Er starb in Armut während des Zweiten Weltkrieges im Alter von 75 Jahren.